# ZIS-150
Lo ZIS-150 era un autocarro medio prodotto dalla ZIS di Mosca dal 1947 al 1956. Con la destalinizzazione, l'impianto è stato ribattezzato ZIL, e quindi di conseguenza anche il camion è stato ribattezzato ZIL-150. Negli anni successivi, lo ZIL-150 fu modernizzato e ribattezzato ZIL-164, e continuò la produzione fino al 1965.
Il modello di camion non era uno sviluppo sovietico originale, ma una copia del camion americano International K-7, esportato in Unione Sovietica durante la seconda guerra mondiale con l'accordo Legge degli affitti e prestiti. Lo ZIS-150 aveva un carico utile di circa 5 tonnellate e un motore a 6 cilindri da 5,6 litri, che era una modernizzazione di quello utilizzato nel precedente camion ZIS-5. In quanto tale, lo ZIS-150 differiva dal camion americano solo per il motore e la trasmissione. Per la prima volta nella costruzione di veicoli commerciali sovietici fu utilizzato un cambio manuale a cinque marce, collegato al motore tramite una frizione a secco a due dischi. Un'altra novità nella costruzione dei camion sovietici erano i freni ad aria compressa. L'asse posteriore aveva pneumatici gemelli, tutti gli assi erano dotati di molle a balestra e erano realizzati come assi rigidi. Il punto debole del progetto era l'albero cardanico, che tendeva a fessurarsi per poi rompersi sotto pieno carico. In questo caso i tubi flessibili dell'impianto dell'aria compressa venivano spesso distrutti, il che portava ad un'improvvisa perdita di potenza frenante.
Lo ZIS-150 era un modello 4x2 e in seguito servì come base per il camion militare 6x6 ZIS-151. Lo ZIS-150 fu ampiamente esportato nel blocco orientale e fu anche prodotto su licenza da ZIS in alcuni paesi, come la Romania (da Steagul Rosu, come SR-101), in Cina (come Jiefang CA-10), e un prototipo fu costruito anche in Corea del Nord, ma non entrò in produzione. L'SR-101 fu successivamente modernizzato e ricarrozzato, ricevendo anche un motore Ford V8, e fu ribattezzato SR-131 "Carpați".

## Versioni
Lo ZIS-150 è stato la base per la produzione di un'ampia varietà di macchine edili, gru, autocarri con cassone ribaltabile, macchinari e attrezzature mobili, camion per legname, spazzatrici, irrigatori, camion dei pompieri, cisterne e altri veicoli speciali. Per la produzione degli autobus venivano utilizzati assemblaggi e anche il telaio completo. Per l'esercito sovietico, il camion veniva prodotto come un camion a pianale standard. Lo ZIS-150 fungeva anche da veicolo da trasporto per apparecchiature speciali come radio, veicolo di degasaggio o cisterna.
- Lo ZIS-150 W (ЗИС-150В) era il nome dato alla versione prodotta a partire dal 1956 con testata in alluminio.
- Lo ZIS-151 (ЗИС-151) era un camion a tre assi e quattro ruote motrici costruito dal 1948 al 1957.
- Lo ZIS-MMZ-585 (ЗИС-ММЗ-585) era un autocarro con cassone ribaltabile costruito dal 1949 al 1957 presso lo stabilimento di costruzione di macchine di Mytitchinsk in varie versioni. A Kutaysky Avtomobilny Zavod, in Georgia, un veicolo molto simile, il KAZ-585, fu prodotto dal 1952 in poi.
- Lo ZIS-120 (ЗИС-120) era un trattore prodotto dal 1952 al 1959.
- Lo ZIS-LTA (ЗИС-ЛТА) era un veicolo cingolato per uso forestale. Sviluppati nel 1949 sulla base dello ZIS-5, furono successivamente utilizzati anche gli assemblaggi dello ZIS-21 e dello ZIS-150.
- Lo ZIS-155 era un autobus prodotto dal 1949 al 1957 con componenti dello ZIS-150.

Il successore dello ZIS-155, prodotto a partire dal 1957, portava la denominazione ZIL-158. Inoltre utilizzava ancora componenti dello ZIS-150.
Nel 1947 e nel 1948, un certo numero di autobus ZIS-16 furono ricostruiti sul telaio dello ZIS-150 con la designazione AKZ-1.
- Lo ZIS-150P (ЗИС-150П) era il prototipo di un camion a quattro ruote motrici del 1947. La produzione in serie non seguì.
- Lo ZIS-153 (ЗИС-153) era un semicingolato. Nel 1952 venne prodotto un solo esemplare.
- Lo ZIS-253 (ЗИС-253) era un prototipo con un motore diesel per un carico utile di 3,5 tonnellate, introdotto nel 1947. Il veicolo fu sviluppato in modo indipendente presso Ul'janovskij Avtomobil'nyj Zavod (Ульяновский автомобильный завод) e doveva essere prodotto anche lì.
- Il DAZ-150 Ukrainez (ДАЗ-150 Украинец) era una versione rivista per la produzione presso la Dnepropetrovsky Avtomobilny Zavod (Днепропетровский автомобильный завод). Lo sviluppo iniziò nel 1947 e cessò nel 1950. Non fu costruito in serie perché lo stabilimento non entrò in funzione come previsto e successivamente produsse trattori.